# Macbridea alba
Macbridea alba là một loài thực vật có hoa trong họ Hoa môi. Loài này được Chapm. mô tả khoa học đầu tiên năm 1860.

## Hình ảnh

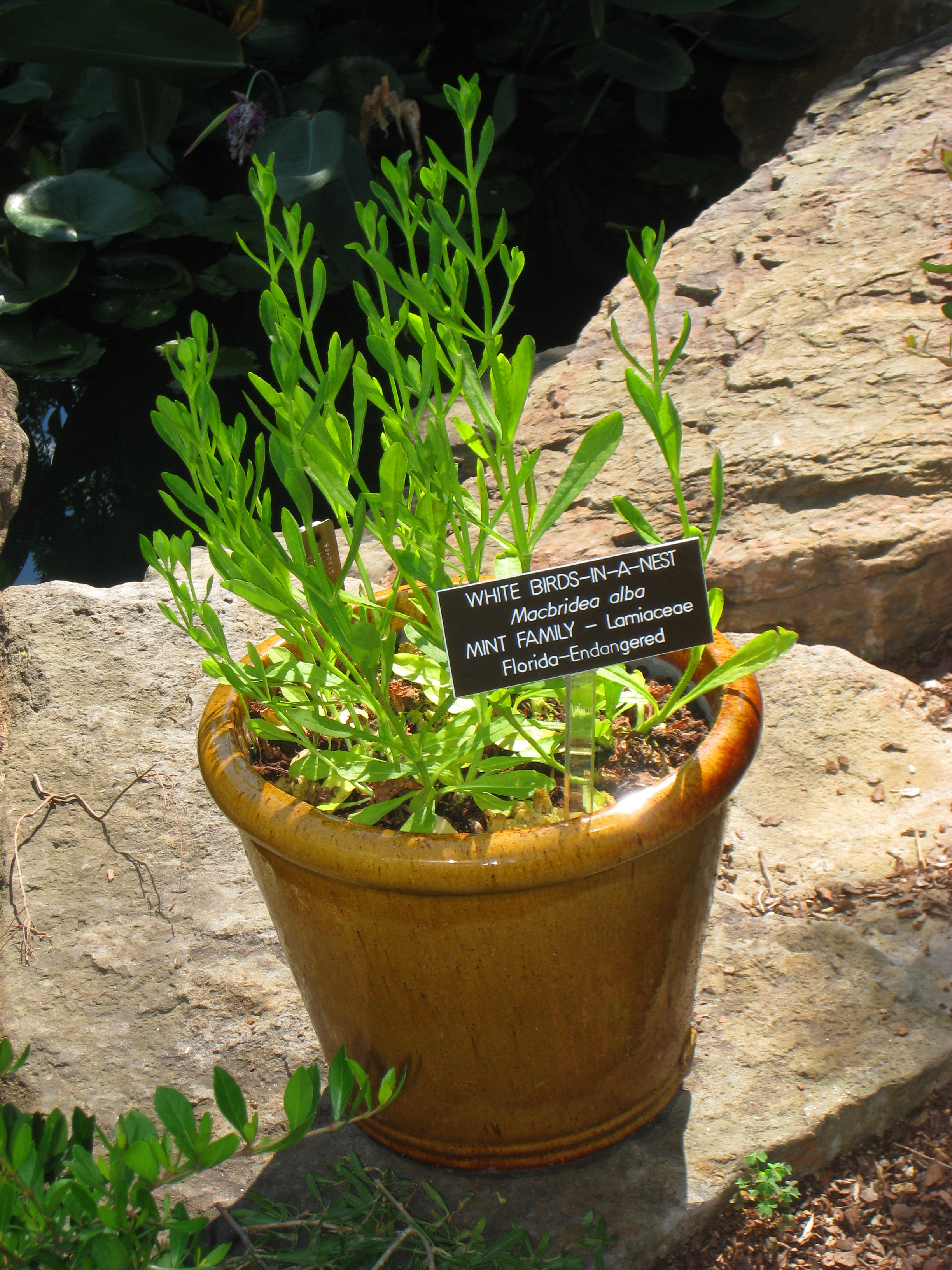